# Bira Dembélé
Bira Dembélé (* 22. März 1988 in Villepinte) ist ein ehemaliger französischer Fußballspieler malischer Herkunft.

## Vereinskarriere
Dembélé wuchs in der Umgebung von Paris auf und begann bei einem kleinen Verein aus Neuilly-sur-Marne das Fußballspielen. In seiner Jugend spielte er für diverse Vereine im Großraum der französischen Hauptstadt, bis er 2005 mit 17 Jahren zum Profiklub Stade Rennes wechselte. Bei Rennes bildete er gemeinsam mit Prince Oniangué die Innenverteidigung der Reservemannschaft und ermöglichte es sich durch seine Leistungen, dass er zur Saison 2007/08 in die erste Mannschaft aufrückte, auch wenn er weiterhin hauptsächlich für die zweite Auswahl zum Einsatz kam. Zuvor hatte er 2007 die französische Meisterschaft der Reservemannschaften gewonnen. Verletzungen der Stammspieler begünstigten seine Situation und verhalfen ihm zu seinem Erstligadebüt, das er beim 1:1 gegen den FC Metz am 26. Januar 2008 gab. Nach dieser Partie, bei der er über die vollen 90 Minuten aufgeboten wurde, lief er zwar einige weitere Male für das Profiteam auf, konnte sich aber dort nicht etablieren.
Dementsprechend entschieden sich die Verantwortlichen im Sommer 2009, den Spieler an die erstmals in die erste Liga aufgestiegene US Boulogne zu verleihen. Auch wenn er mit der Mannschaft am Ende der Saison 2009/10 den Abstieg hinnehmen musste, wurde er regelmäßig eingesetzt. Trotz seiner 22 Erstligapartien, die er in einem Jahr für Boulogne bestritten hatte, setzte Trainer Frédéric Antonetti in Rennes nicht auf den jungen Spieler, sodass Dembélé ausschließlich für die Reserve spielte, bis er den Klub 2011 mit dem Auslaufen seines Vertrags verließ.
Er unterschrieb beim Zweitligisten CS Sedan, für den er am vierten Spieltag der Saison 2011/12 debütierte und gleich in seinem ersten Ligaeinsatz nach 72 Minuten die gelb-rote Karte sah. Dembélé wurde kein weiteres Mal für die Profimannschaft berücksichtigt und zur Winterpause 2011/12 an den Drittligisten Red Star Paris verliehen. Bei Red Star erhielt er einem Stammplatz und bestritt insgesamt neun Drittligapartien, ehe er sich Anfang April 2012 eine relativ lang anhaltende Verletzung zuzog. Im Sommer desselben Jahres kehrte er zu Sedan zurück, wurde jedoch fortan nur noch in der Reservemannschaft und damit in der fünften Liga eingesetzt. Dementsprechend wurde sein Vertrag am Saisonende 2012/13 nicht verlängert.
Im Februar 2014 fand er beim englischen Drittligisten FC Stevenage Arbeit und konnte sich bei diesem anschließend einen Stammplatz erkämpfen. Am Ende der Saison 2013/14 musste er den Abstieg in die Viertklassigkeit hinnehmen, blieb dem Verein aber dennoch treu; in England handelt es sich bei der vierten Liga immer noch um eine landesweite Profiliga. In der Sommerpause 2015 wechselte Dembélé zum zuvor in diese Spielklasse aufgestiegenen FC Barnet.
Im Sommer 2017 folgte die Rückkehr nach Frankreich zu Stade Lavallois, welcher damals in der Champoinnat National (3. Liga Frankreich) spielte. Für Stade Lavallois spielte er insgesamt 60 Spiele, erzielte dabei 7 Tore und konnte sich sogar als Kapitän der Mannschaft etablieren. Mit Stade Lavallois kämpfte er um den Aufstieg in die Ligue 2, welcher aber nicht glückte. Von den 4 Jahren, die er dort verbrachte, waren die letzten zwei von einem Kreuzbandriss geprägt, von dem er sich schwer erholte und seinen Platz im Team verlor. Seine Verletzung musste er am 4. Juni 2019 operieren lassen.
Aus diesem Grund strebte er einen Wechsel an und fand per 1. September 2021 beim ES Bonchamp-lès-Laval ein neues Zuhause. Jedoch trennten sich Spieler und Verein nach nur 4 Monaten, was ihn bis zu seinem Anschluss an die US Saint-Malo B per 1. Juli 2022 vereinslos machte. Für Saint-Malo absolvierte er lediglich ein Spiel beendete ein Jahr später seine Karriere als Profifußballer.

## Nationalmannschaft
Einige Monate nach seinem ersten Einsatz für Rennes wurde Dembélé im Mai 2008 für die französische U-21-Auswahl berücksichtigt und debütierte für diese bei einem 1:1 in einem Freundschaftsspiel gegen Portugal. Der Spieler lief bei drei weiteren Partien für sein Land auf, zuletzt am 27. März 2009 bei einem 3:0 gegen Estland. Dembélé bestritt im Nationaltrikot der französischen Jugend ausschließlich Freundschaftsspiele.

## Privates
Bira Dembélé ist verheiratet und hat zwei Töchter.